# Xylocopa aestuans
Espèce
Xylocopa aestuans est une espèce d'insectes hyménoptères de la famille des Apidae.
- Répartition : Asie du Sud-Est.